# الدوري النمساوي 1932–33
الدوري النمساوي الممتاز 1932–33 (بالألمانية: Österreichische Fußballmeisterschaft 1932/33)‏ هو الموسم 22 من بوندسليغا النمسا لكرة القدم. أشرف على تنظيمه اتحاد النمسا لكرة القدم، وكان عدد الأندية المشاركة فيه 12، وفاز فيه فيرست فيينا.